# Шэньчжоу-9
Шэньчжоу-9 (кит. 神舟九号) — четвёртый пилотируемый космический корабль КНР серии «Шэньчжоу». Запущен 16 июня 2012 года. Второй из кораблей серии, который оборудован стыковочным узлом. Экипаж корабля состоит из трёх человек. Впервые в китайской космонавтике в полёте участвует женщина-тайконавт, тайконавт совершает 2-й полёт, производится пилотируемая стыковка, формируется пилотируемый комплекс и осуществляются доставка и возвращение грузов для национальной космической станции.

## Цель полёта
Главная цель запуска «Шэньчжоу-9» — стыковка с космическим модулем (станцией) «Тяньгун-1». Стыковки с «Тяньгун-1» предусмотрены в автоматическом и ручном режимах (вторая — пилотом корабля «Шэньчжоу-9») в продолжение отработки технологии стыковки, ранее впервые осуществлённой беспилотным кораблём «Шэньчжоу-8». После первой стыковки все 3 члена экипажа «Шэньчжоу-9» перешли в орбитальный модуль, где в течение более 10 дней проводили научные и технологические эксперименты, в том числе медико-биологические, за которые отвечает женщина-тайконавт. На 6 день полёта осуществлена расстыковка и повторная стыковка.

## Экипаж
| Космонавт       | Должность        | # полёта        | Корпорация      |                 |                 |                 |
| Основной экипаж | Основной экипаж  | Основной экипаж | Основной экипаж | Основной экипаж | Основной экипаж | Основной экипаж |
| --------------- | ---------------- | --------------- | --------------- | --------------- | --------------- | --------------- |
| Цзин Хайпэн     | Командир экипажа | 2               | CNSA            |                 |                 |                 |
| Лю Ван          | Пилот            | 1               | CNSA            |                 |                 |                 |
| Лю Ян           | Исследователь    | 1               | CNSA            |                 |                 |                 |
| Дублёры         |                  |                 |                 |                 |                 |                 |
| Не Хайшэн       | Командир экипажа | ?               | CNSA            |                 |                 |                 |
| Чжан Сяогуан    | Пилот            | ?               | CNSA            |                 |                 |                 |
| Ван Япин        | Исследователь    | ?               | CNSA            |                 |                 |                 |

## История
12 марта 2012 года было объявлено, что в первоначальный список отбора экипажа для миссии включены женщины-космонавты.
Корабль был доставлен на космодром 9 апреля, его ракета-носитель — 9 мая.
9 июня ракета-носитель с кораблём были установлены на стартовую площадку.
15 июня было сообщено о предстоящем через сутки запуске, представлен экипаж и начата заправка носителя, а станция по командам с Земли была подготовлена для стыковки.
16 июня в 18:37 по пекинскому времени пилотируемый корабль был запущен с космодрома Цзюцюань. На космодроме при старте присутствовал спикер парламента (ВСНП) У Банго.
18 июня в 14:07 по пекинскому времени совершена в автоматическом режиме первая стыковка и тайконавты начали работу в первом китайском пилотируемом комплексе из корабля и станции.
23 июня 2012 совершена отстыковка в автоматическом режиме и стыковка корабля со станцией в ручном режиме.
29 июня 2012 года корабль совершил посадку во Внутренней Монголии.

## Хроника полёта
- 16 июня 2012 года — запуск с космодрома Цзюцюань.
- 18 июня 2012 года — стыковка со станцией на орбите высотой 343 км.
- 23 июня 2012 года — расстыковка и повторная стыковка.
- 29 июня 2012 года — возвращение на Землю.

## Интересные факты
Также 16 июня, но в 1963 году стартовал советский пилотируемый корабль «Восток-6» с Валентиной Терешковой, первой женщиной-космонавтом.